# Goudsberg (Lunteren)
De Goudsberg is een heuvel ten noordoosten van Lunteren in de Nederlandse provincie Gelderland. De heuvel vormt een onderdeel van het noordelijkste punt van de Veluwse stuwwal Meulunteren-Wageningen met een hoogte van zo'n vijftig meter boven NAP. In het noorden grenst de heuvel direct aan de Gelderse Vallei en valt duidelijk de stuwwal te zien vanaf de buurtschap Meulunteren. Het best valt deze te zien aan de plaatselijke Hessenweg die hier een stijgingspercentage kent van circa acht procent over een lengte van 300 meter.
Iets ten oosten van de Goudsberg, aan de andere kant van de Hessenweg op de Lindeboomsberg, bevindt zich het vermeende geografisch middelpunt van Nederland. Het gebied rond de Goudsberg is in bezit van drie instanties: Het Geldersch Landschap, Het Luntersche Buurtbosch en de gemeente Ede. In 2015 werd de Hessenhut op de heuvel, een uitkijkkoepel die dateerde uit 1915, vervangen door een eigentijdse uitkijktoren.

## Nationaal-Socialistische Beweging
De Goudsberg is bekend door het feit dat de Nationaal-Socialistische Beweging (NSB) er tussen 1936 en 1940 zogenoemde hagespraken hield. Dat waren partijbijeenkomsten waar onder anderen Anton Mussert, Cornelis van Geelkerken, Evert Roskam en Meinoud Rost van Tonningen toespraken hielden. Van 1936 tot het einde van de bezetting in 1945 was de Goudsberg ook bekend als Nationaal Tehuis van de NSB. Een overblijfsel uit die tijd is de Muur van Mussert, dit voor de geschiedenis interessante fenomeen werd in 2018 aangewezen als rijksmonument.

## Na 1945
In de jaren 1950 werd het terrein op de Goudsberg veelvuldig gebruikt voor grote openluchtbijeenkomsten, van onder andere de Padvinderij en het Rode Kruis. Er kwam in die jaren een camping en later werd er ook een vakantiepark gevestigd. In het laatste decennium van de 20e eeuw was er een asielzoekerscentrum, daarna werden er een tijdlang Oost-Europese werkkrachten gehuisvest.